# Ángulo de contacto
El ángulo de humectancia se refiere al ángulo que forma la superficie de un líquido al entrar en contacto con un sólido. El valor del ángulo de contacto depende principalmente de la relación que existe entre las fuerzas adhesivas entre el líquido y el sólido y las fuerzas cohesivas del líquido. Cuando las fuerzas adhesivas con la superficie del sólido son muy grandes en relación con las fuerzas cohesivas, el ángulo de humectancia es menor de 90 grados sexagesimales, teniendo como resultado que el líquido moja la superficie.

La gota A estaría sobre una superficie hidrófoba mientras que la gota C estaría sobre una superficie hidrófila.

## Ángulos de humectancia habituales

Imagen generada por ordenador ilustrando el efecto loto.

Consideremos un líquido que ha caído sobre una superficie sólida. Si el líquido es atraído fuertemente por la superficie sólida (por ejemplo agua sobre un sólido hidrófilo) la gota se extenderá completamente por el sólido y el ángulo de contacto será aproximadamente 0°. Para los sólidos que sean menos hidrófilos el ángulo de contacto puede variar entre 0° y 30°. Si la superficie del sólido es hidrófoba el ángulo de contacto será mayor que 90°. En superficies muy hidrófobas el ángulo puede ser mayor a 150° e incluso cercano a 180°. En estos casos el agua reposa sobre la superficie pero no la moja ni tampoco se extiende sobre ella. A algunas de estas superficies se les llama superhidrófobas y pueden obtenerse a partir de superficies fluoradas como el teflón que tiene una microtextura apropiada para ello. Este fenómeno se denomina «efecto loto» debido a los lotos, plantas con hojas que desarrollan esta habilidad mediante pequeñas protuberancias y que pueden ser superhidrófobas incluso con miel.

### Interpretación molecular de ángulos de contacto de agua
Un enfoque energético molecular reciente proporciona una explicación del umbral clásico de 90° para el ángulo de contacto, cuantificando la capacidad de un sistema para compensar los defectos de enlaces de hidrógeno que induce en su capa de hidratación. Según este criterio, si la compensación energética resulta menos favorable que el costo del defecto en el agua pura—estimado en aproximadamente −6 kJ/mol y conocido como Umbral de Interacción de Defecto (DIT)—el sistema exhibe comportamiento hidrófobo, consistente con ángulos de contacto superiores a 90°. Esto ofrece una base molecular no arbitraria para el criterio macroscópico del ángulo de contacto y complementa la interpretación clásica de Young–Dupré.

### Interpretación molecular
Un enfoque energético molecular reciente proporciona una explicación del umbral clásico de 90° para el ángulo de contacto, cuantificando la capacidad de un sistema para compensar los defectos de enlaces de hidrógeno que induce en su capa de hidratación. Según este criterio, si la compensación energética resulta menos favorable que el costo del defecto en el agua pura—estimado en aproximadamente −6 kJ/mol y conocido como Umbral de Interacción de Defecto (DIT)—el sistema exhibe comportamiento hidrófobo, consistente con ángulos de contacto superiores a 90°. Esto ofrece una base molecular no arbitraria para el criterio macroscópico del ángulo de contacto y complementa la interpretación clásica de Young–Dupré.

## Descripción teórica

Ejemplo de un ángulo de humectancia en un líquido.

La descripción teórica del contacto apareció como la consideración del equilibrio termodinámico de tres fases: la fase líquida de la gota (L), la fase sólida de la superficie (S) y la fase gas del aire del ambiente (V) (la cual es una mezcla de la atmósfera ambiente y una concentración equilibrada de vapor del líquido). La fase V puede ser incluso otro líquido inmiscible. En equilibrio el potencial químico en las tres fases deberá ser igual. Sin embargo es conveniente enmarcar la discusión en términos de energías intersuperficiales. Si definimos la energía intersuperficial sólido-vapor como {\displaystyle \gamma _{SV}}, la energía sólido-líquido como {\displaystyle \gamma _{SL}} y la energía líquido-vapor (véase tensión superficial) como {\displaystyle \gamma }, podemos escribir una ecuación que pueda satisfacer el equilibrio (conocida como la ecuación de Young):
{\displaystyle 0=\gamma _{\mathrm {SV} }-\gamma _{\mathrm {SL} }-\gamma \cos \theta _{\mathrm {C} }\,}
donde {\displaystyle \theta _{\mathrm {C} }} es el ángulo de contacto en equilibrio. 
La ecuación de Young asume que la superficie es perfectamente llana, y en muchos casos la rugosidad de la superficie y las impurezas causan una desviación en el ángulo de contacto en equilibrio que predice la ecuación de Young. Incluso en una superficie perfectamente lisa se asume que existe un amplio espectro de ángulos de contacto entre el más alto (avanzado){\displaystyle \theta _{\mathrm {A} }} y el más bajo (retrocedido) {\displaystyle \theta _{\mathrm {R} }}. El ángulo de contacto de equilibrio ({\displaystyle \theta _{\mathrm {C} }}) puede calcularse a partir de {\displaystyle \theta _{\mathrm {A} }} y {\displaystyle \theta _{\mathrm {R} }}, lo cual fue demostrado por Tadmor:
{\displaystyle \theta _{\mathrm {C} }=\arccos {\frac {r_{\mathrm {A} }\cos {\theta _{\mathrm {A} }}+r_{\mathrm {R} }\cos {\theta _{\mathrm {R} }}}{r_{\mathrm {A} }+r_{\mathrm {R} }}}}
Donde,
{\displaystyle r_{\mathrm {A} }={\sqrt[{3}]{\frac {\sin ^{3}{\theta _{\mathrm {A} }}}{2-3\cos {\theta _{\mathrm {A} }}+\cos ^{3}{\theta _{\mathrm {A} }}}}}}
y
{\displaystyle r_{\mathrm {R} }={\sqrt[{3}]{\frac {\sin ^{3}{\theta _{\mathrm {R} }}}{2-3\cos {\theta _{\mathrm {R} }}+\cos ^{3}{\theta _{\mathrm {R} }}}}}}
El ángulo de humectancia puede usarse además para determinar la energía superficial, siempre que se conozca otra energía superficial. La ecuación puede reescribirse de la forma Young-Dupre:
{\displaystyle \gamma (1+\cos \theta _{\mathrm {C} })=\Delta W_{\mathrm {SLV} }\,}
donde {\displaystyle \Delta W_{\mathrm {SLV} }} es la energía de adhesión por unidad de área de superficies sólido-líquido en el medio V.